# Rodica Doehnert
Rodica Doehnert (* 1960 in Bukarest) ist eine deutsche Drehbuchautorin.

## Leben
Doehnert studierte an der Hochschule für Film und Fernsehen in Potsdam-Babelsberg. Nach dem Studium war sie mehrere Jahre als Regisseurin und Autorin tätig. Seit 1996 schreibt sie überwiegend Drehbücher. Für die Drehbücher zu Florian – Liebe aus ganzem Herzen und Die Drachen besiegen erhielt sie jeweils den Robert-Geisendörfer-Preis. Zu den TV-Mehrteilern Das Adlon und Das Sacher steuerte sie das Drehbuch bei, für das Drehbuch zu Das Sacher wurde sie 2017 bei den Seoul International Drama Awards in der Kategorie Best Screenwriter ausgezeichnet.

## Filmografie (Auswahl)
- 1995: Polizeiruf 110: Im Netz – Regie: Rodica Doehnert
- 1999: Florian – Liebe aus ganzem Herzen – Regie: Dominique Othenin-Girard
- 2000: Als uns Flügel wuchsen – Regie: Donald Krämer
- 2001: Ich kämpfe, solange du lebst – Regie: Donald Krämer
- 2002: Meine Tochter ist keine Mörderin – Regie: Sherry Hormann
- 2003: Raus ins Leben – Regie: Vivian Naefe
- 2004: Meine Tochter – mein Leben – Regie: Bodo Fürneisen
- 2005: Polizeiruf 110: Schneewittchen
- 2006: Die Pferdeinsel
- 2006: Das Glück am anderen Ende der Welt
- 2006: Küss mich, Genosse!
- 2007: Prager Botschaft – Regie: Lutz Konermann
- 2008: Die Drachen besiegen – Regie: Franziska Buch
- 2010: Am Kreuzweg – Regie: Uwe Janson
- 2013: Das Adlon – Eine Familiensaga (3 × 90')
- 2014: Die Familiendetektivin (10 × 45’)
- 2014: Elly Beinhorn – Alleinflug
- 2016: Das Sacher
- 2017: Ein Schnupfen hätte auch gereicht
- 2021: Der Palast

## Publikationen
- 2016: Das Sacher: Die Geschichte einer Verführung, Roman zum Film, Europa Verlag, München 2016, ISBN 978-3-95890-043-1
- 2019: Das Adlon: eine Familiensaga, Roman, Europa Verlag, München 2019, ISBN 978-3-95890-133-9.
- 2021: Der Palast, Roman, LAGO Verlag, München 2021, ISBN 978-3-95761-209-0.